# Ecbolium ligustrinum
Ecbolium ligustrinum là một loài thực vật có hoa trong họ Ô rô. Loài này được (Vahl) Vollesen mô tả khoa học đầu tiên năm 1989.

## Hình ảnh

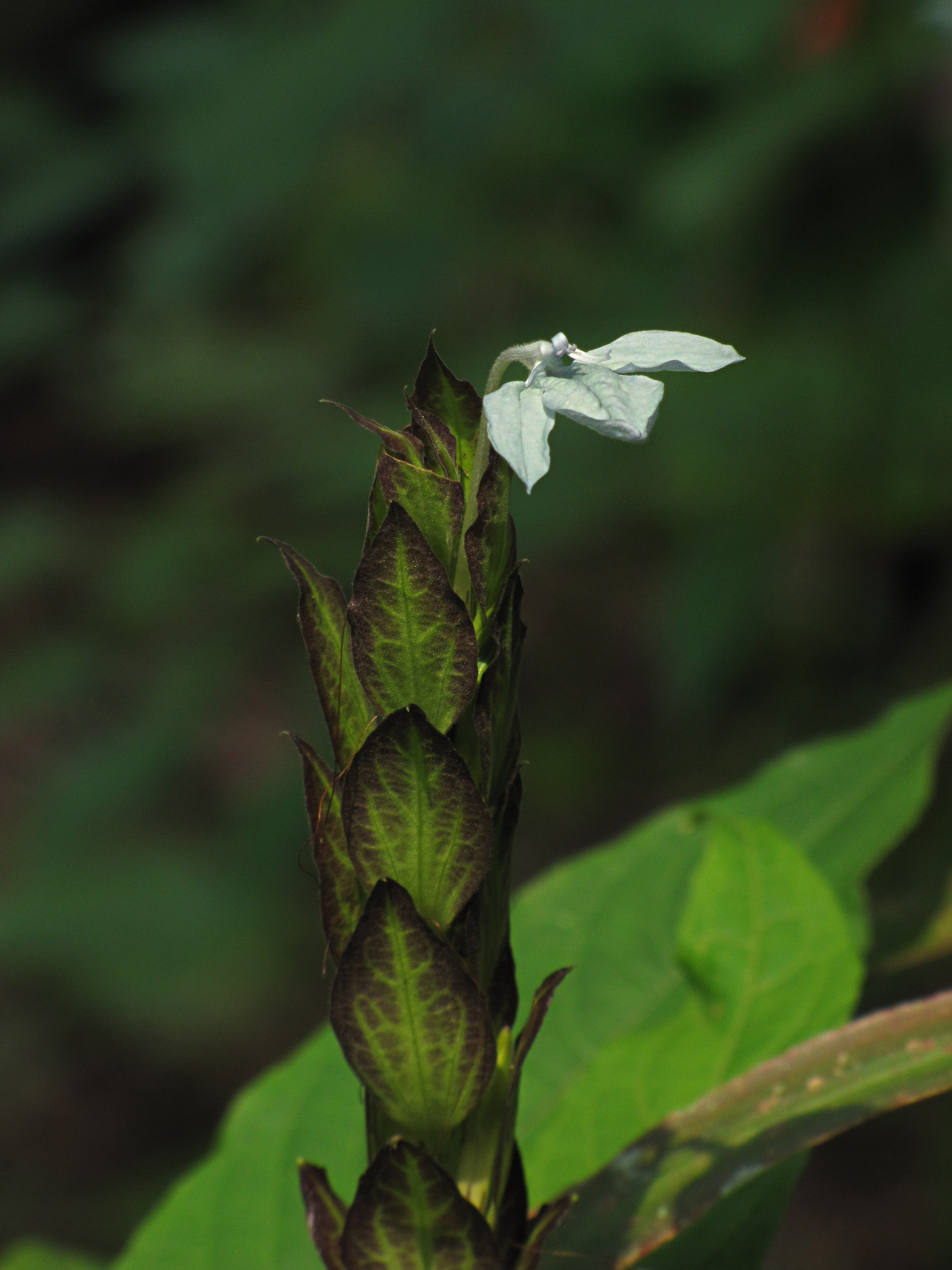
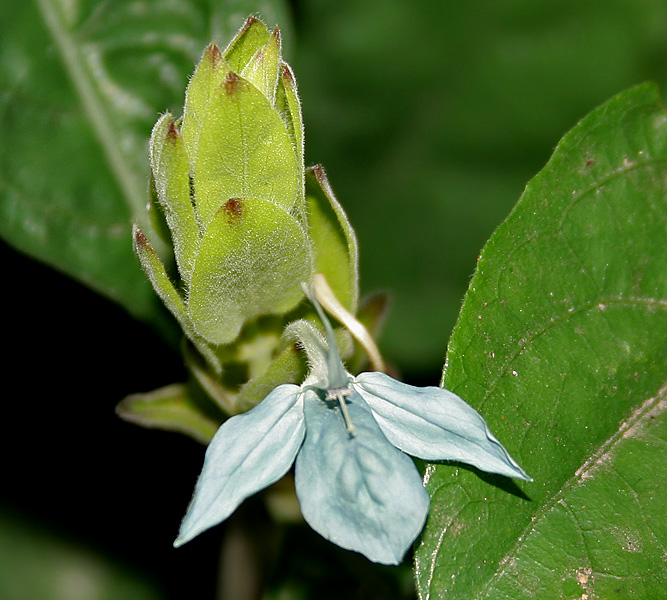
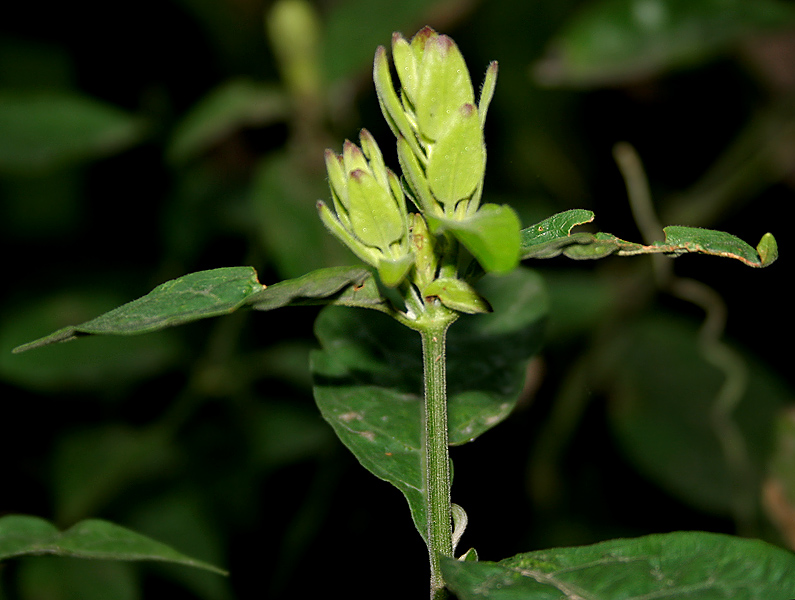
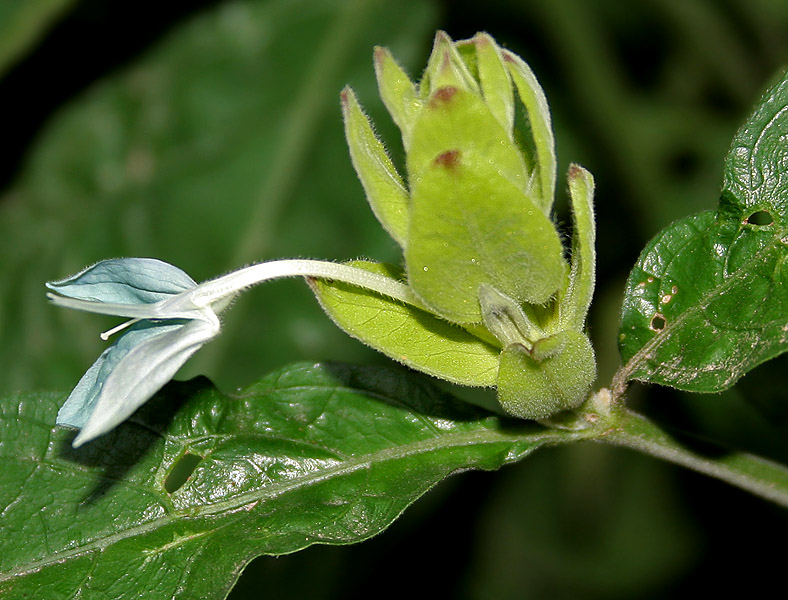